# Guerra contra la corrupción (El Salvador)
Se le denomina comúnmente como la guerra contra la corrupción también como la operación anticorrupción, fue anunciada el 1 de junio de 2023 por Nayib Bukele como parte del discurso de sus 4 años de gobierno. Se le ha concedido el apodo en referencia a la recurrente guerra contra las pandillas. El objetivo de esta es la investigación masiva de funcionarios de los entonces gobiernos aleatorios del país, tanto como actuales como exmandatarios, así como los participantes de La Tregua encabezada por el expresidente Mauricio Funes, es un método de condenar a cada uno involucrado en actividades delictivas.
Anteriormente, se han documentado casos de malversación de fondos, nepotismo y falta de transparencia en la administración pública. Lo cual el gobierno ha tomado medidas para abordarlo, una de estas medidas contra la corrupción política en el país fue criticada por algunos exfuncionarios y críticos del país por centrarse mayormente en la investigación de afiliaciones de los partidos ARENA y el FMLN, pero sin enfocarse miembros de Nuevas Ideas.
Sin embargo, el 9 de agosto de 2023, se realizaron investigaciones contra el entonces diputado del mismo partido, Erick García, del delito de Falsedad ideología según el comunicado de la Fiscalía General de la República, llevando a cabo el comienzo más reciente de una serie de investigaciones contra diputados de la entonces Asamblea Legislativa de El Salvador.

## Antecedentes

### Historia
La historia de la corrupción política en El Salvador se remonta a décadas atrás, y ha sido un factor persistente que ha socavado la confianza en las instituciones gubernamentales y obstaculizado el desarrollo del país. Desde los turbulentos años de la guerra civil que duró desde 1980 hasta 1992, donde surgieron casos de corrupción y abuso de poder por parte de diferentes facciones y del gobierno, hasta episodios más recientes donde presidentes y altos funcionarios han enfrentado acusaciones de corrupción y malversación de fondos, la corrupción ha dejado una marca en la historia política de El Salvador. Estos eventos han generado protestas y llamados a la transparencia y rendición de cuentas en el gobierno, evidenciando la necesidad de abordar este desafío de manera efectiva para garantizar un futuro más justo y próspero para el país.

### Caso “Taiwán”
El contexto de la corrupción en El Salvador se refiere al escándalo que involucra al expresidente Elías Antonio Saca y su participación en la malversación de fondos provenientes del gobierno de Taiwán. En 2018, Saca fue condenado a 10 años de prisión después de admitir haber desviado alrededor de $301 millones de dólares en donaciones destinadas a programas sociales y de ayuda.
El esquema de corrupción implicaba la creación de empresas ficticias y cuentas bancarias en el extranjero para canalizar los fondos desviados. Estos fondos eran utilizados para enriquecimiento personal, así como para financiar campañas electorales y sobornar a diferentes actores políticos y empresariales, El caso se convirtió en uno de los mayores escándalos de corrupción en la historia de El Salvador, evidenciando la profundidad de la corrupción arraigada en las estructuras políticas y gubernamentales del país. Además de la condena de Saca, varias otras personas fueron arrestadas y condenadas en relación con este caso.

### Disolución de la CICIES
Durante la toma de posición de Bukele en 2019, el 6 de septiembre se anuncia la creación de la Comisión Internacional Contra la Impunidad en El Salvador, en un método de llevar a cabo investigaciones, sin embargo, esta misma ha finalizado debido al que entonces exalcalde Ernesto Muyshondt (Actualmente arrestado por corrupción) fuera nombrado como asesor de la entonces OEA.
Cabe recalcar que la disolución de la CICIES se dio cuando esta inicio investigaciones de corrupción contra miembros del Gobierno de Nayib Bukele, por lo cual este último la terminó disolviendo.

## Anuncio
Durante un discurso como parte de 4 años del Gobierno, Nayib Bukele anunció que las medidas de la Guerra contra la corrupción serán de la misma manera como a la Guerra contra las pandillas tomando en foco el desplazamiento de las Fuerza Armadas del país, así llevar a cabo la construcción de una nueva cárcel, dedica mayoritariamente para los corruptores.
Durante ese discurso se anunció el allanamiento de propiedades del expresidente Alfredo Cristiani (Primer presidente de la Alianza Republicana Nacionalista) prófugo de la justicia desde a mediados del 2022.

## Avances
La Guerra contra la corrupción cuenta con el arresto de funcionarios de gobierno, tanto actuales como exfuncionarios y diputados de la Asamblea Legislativa, tanto actuales como exdiputados. Han sido detenidos por algunos de los siguientes delitos:
- Lavado de dinero y activos.
- Enriquecimiento ilícito.
- Falsedad ideológica.
- Narcotráfico.
- Revelación de hechos, actuaciones, o documentos secretos por empleado oficial.
- Favorecimiento de la evasión.

## Arrestados
- Alberto Romero, por enriquecimiento ilícito, lavado de dinero y activos.[15]
- Erick García, por falsedad ideológica.[16]
- Alejandro Muyshondt, por revelación de hechos, actuaciones, o documentos secretos por empleado oficial y favorecimiento de la evasión, en beneficio del expresidente Mauricio Funes Cartagena.[17]
- Nidia Aracely Turcios, por actos no éticos.[18]
- Nercy Montano, por los delitos de retención de cuotas laborales, malversación de fondos públicos, actos arbitrarios, incumplimiento de deberes, infracción a seguridad laboral y negociaciones ilícitas.[19]
- Juan Pablo Durán, por los delitos de actos arbitrarios y cohecho impropio, en perjuicio de la administración pública.[20]

## Acusados
- Sigfrido Reyes, por lavado de dinero y enriquecimiento ilícito.[21]
- Rodolfo Parker, por enriquecimiento ilícito.[22]
- Alfredo Cristiani, por enriquecimiento ilícito.[23]
- Mauricio Funes, por peculado, enriquecimiento ilícito y lavado de dinero y activos.[24][25][26]
- Lorena Peña, por enriquecimiento ilícito.[27]